# Ландсир (порода собак)
Ландси́р (англ. landseer) — порода собак, родственная ньюфаундленду. Современный тип выведен в Швейцарии и Германии, он является результатом скрещивания чистокровных ландсиров с ньюфаундлендами. Порода названа по имени художника Эдвина Генри Ландсира (1802—1873), картины которого с изображением собак сыграли большую роль в популяризации породы.

## История породы
Происхождение породы доподлинно не известно. По одной из версий, в XIX веке ландсиров завезли из Англии на Ньюфаундленд, откуда они, уже скрещенные с местными собаками, вернулись обратно, по другой — являются потомками чёрных медвежьих собак скандинава Лейфа Эрикссона, ходившего в Новый Свет задолго до Колумба. Существует также третья версия, согласно которой ландсиры могли попасть в Англию с Ньюфаундленда в конце XVIII века, однако раньше англичан там побывали испанцы, португальцы и баски, которые для охраны привозили с собой имеющих очевидное внешнее сходство с ландсирами пиренейских горных собак, но этому нет прямых подтверждений.
В 1870 году Английский клуб собаководства начал регистрировать чёрно-белых собак, правда, к тому моменту интерес к ним был уже не таким острым, их стали вытеснять ньюфаундлендские собаки чёрного окраса. Тогда лучших из оставшихся ландсиров швейцарские и немецкие кинологи вывезли из Англии и стали развивать континентальный тип, отличающийся высоконогостью и характером окраса, возможно, приливая при этом кровь сенбернаров и пиренейских горных собак.
На Крафте 1899 года вышеупомянутые породы оценивались отдельно. С начала XX столетия ландсиров перестали смешивать с чёрными и чёрно-белыми ньюфаундлендами, но ещё долгое время они позиционировались как их ветвь. В то же время швейцарские и немецкие заводчики отметили разницу между своими собаками и английскими — они были не только более высокими и тяжёлыми, но отличались и формой головы. После Первой мировой войны, когда чёрно-белые особи почти исчезли в Великобритании, разводить их стали в основном в Швейцарии и Германии. Большой вклад в становление породы внёс немецкий селекционер Отто Вальтершпиль.
В 1960 году ландсир европейского континентального типа был признан Международной кинологической федерацией (FCI) самостоятельной породой и отнесён к группе пинчеров, шнауцеров, молоссов, горных и швейцарских скотогонных собак (секция молоссов, подсекция горных собак). За год до того ландсир был признан в Англии. Небольшие изменения в принятый стандарт FCI были внесены в 1997 году. В Канаде и США ландсир и теперь считается разновидностью ньюфаундленда.

## Внешний вид
Высокая, мощная, сбалансированная собака, с более длинными, чем у ньюфаундленда, конечностями, что особенно выражено у кобелей. Двигается свободно, с длинным шагом и хорошим размахом.
Голова рельефной архитектуры, с благородным выражением, покрыта короткой, мягкой шерстью. Затылочный бугор выражен, переход ото лба к морде отчётливый, но не настолько явный и крутой, как у сенбернаров. Нос чёрный. Скулы постепенно сужаются по направлению к морде, длина которой равна её глубине. Прикус ножницеобразный. Глаза достаточно глубоко посаженные, миндалевидные, с дружелюбным взглядом, карие (от светло-карего до тёмно-карего), с хорошо смыкающимися веками, без видимой конъюнктивы. Слишком близко посаженные или более светлого тона (зеленовато-жёлтые или серовато-жёлтые) глаза считаются дефектом. Уши среднего размера, треугольные, с чуть округлыми кончиками, поставлены достаточно высоко, висячие, хорошо прилегают к обеим сторонам головы. Основания ушей с тыльной стороны покрыты более длинной шерстью.
Шея мускулистая и широкая, её длина от затылочного бугра до холки составляет приблизительно от 3⁄4 до 4⁄5 длины от затылочного бугра до кончика носа. Выраженный подвес нежелателен. Корпус от холки до крупа широкий и сильный, его длина от холки до основания хвоста примерно вдвое больше длины головы. Грудь глубокая и широкая, рёбра хорошо изогнутые. Спина прямая, живот чуть подтянут, бока плоские, хорошо заметные. Хвост толстый, покрыт густой лохматой шестью, достаёт до уровня чуть ниже скакательных суставов. В стойке или состоянии покоя свисает вниз, во время движения может подниматься до уровня спины, с небольшим изгибом на конце.
Передние конечности с крепкой мускулатурой, с правильными углами сочленений и массивными костями предплечий, с небольшими очёсами в области пястей. Задние конечности очень прочные, с мощной мускулатурой и крепким костяком, прибылые пальцы нежелательны. Лапы кошачьего типа, большие, пальцы соединены прочной перепонкой.
Шерсть, за исключением головы, длинная, прямая, мягкая и густая, с хорошим подшёрстком. Окрас — чисто белый в качестве основного цвета, с отчётливыми чёрными пятнами на корпусе и крупе. Голова чёрная с белой мордой, от которой идёт белая симметричная проточина. Шея, передняя часть груди, живот, ноги и хвост белые.
Высота в холке кобелей — от 72 до 80 см, сук — от 67 до 72 см, вес кобелей — 59—68 кг, сук — 45—54 кг.
От ньюфаундленда ландсир существенно отличается своей высоконогостью, не такой массивной и крупной головой и менее притуплённой мордой.

## Темперамент, содержание и уход
Спокойная, самоуверенная, бдительная, преданная семье, довольно упрямая собака, требующая терпения при воспитании. Отличный пловец и апортировщик, стремится приносить пользу человеку, реализовывая унаследованные от далёких предков качества. Обладает покладистым миролюбивым характером и сильно развитым спасательным инстинктом. Хорошо ладит с другими собаками. После правильной социализации и воспитания становится настоящей семейной собакой, верным спутником и другом. Ландсир поздно взрослеет, в тесном сосуществовании с членами своей семьи раскрывает множество своих хороших качеств, не любит оставаться в одиночестве. Будучи гораздо подвижнее ньюфаундленда, нуждается в длительных прогулках и серьёзных физических нагрузках. Уход за шерстью сводится к ежедневному вычёсыванию. Средняя продолжительность жизни представителей этой породы — 10—11 лет.